# Hemonia
Hemonia é um gênero de traça pertencente à família Arctiidae.